# Brouwerij Aigle Belgica

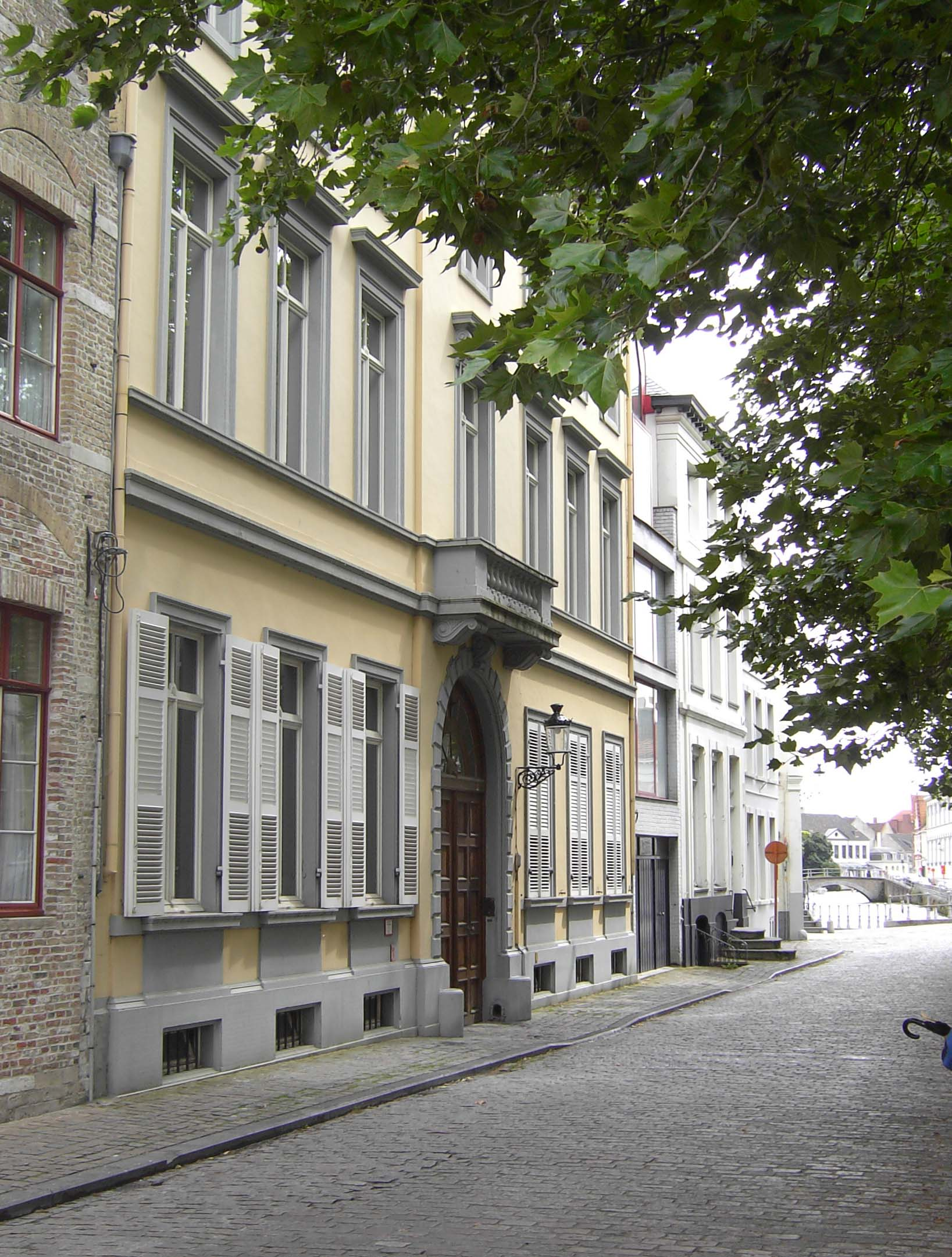
De voormalige burelen van Aigle Belgica, aan de Sint-Annarei te Brugge.

Brouwerij Aigle Belgica is een voormalige bierbrouwerij ontstaan in 1928 na de fusie van Den Arend (Aigle) uit Brugge en Belgica uit Gent en bleef actief tot 1977.

## Den Arend
Nabij de Carmersbrug bestond in 1553 de brouwerij Den Arend, waarschijnlijk een vervolg op een uitbating die eerder bestond in de Noordzandstraat onder de namen Zevensterre en later Den Blauwen Arend.
Vanaf begin 19de eeuw was de familie De Meulemeester eigenaar van deze brouwerij. Zoon Léon trouwde met Virginie Verstraete, een dochter van de eigenaars van de Brugse Gistfabriek die later overgenomen werd door de Koninklijke Nederlandsche Gist- en Spiritusfabriek uit Delft.
De productie bestond voornamelijk uit pils- en witte bieren en zorgde voor uitbreiding in de onmiddellijke omgeving: de Carmersstraat, de Sint-Annarei, de Korte Blekerstraat, de Elisabeth Zorghestraat, de Ropeerdstraat en de Potterie. Hele huizenblokken gingen tegen de grond en sommige straten verloren hun openbaar karakter. De Arend of Aigle in Brugge was een van de eerste brouwerijen in België die het lage gistingsproces toepaste en zo mede het pilsbier populair maakte. De pils werd verkocht onder de naam BAB-Pils en Aigle-Pils. Een deel van de productie werd na de Tweede Wereldoorlog gebrouwen in de Brouwerij Krüger in Eeklo.

## Belgica
De Belgica situeerde zich aan de Nieuwe Wandeling nabij de huidige stadsring ter hoogte van de Einde Were te Ekkergem. Een café met de naam Belgica op de hoek van de beide straten herinnert nog aan het verleden van enkele huizen verder.
Omdat de lonen te Gent hoger waren dan in Brugge, werd in 1947 gestopt met brouwen. De werknemers gingen werken bij Brouwerij Meiresonne in Gent.
Bij de ontmanteling van de Belgica werd het meeste koperen brouwmateriaal aangekocht door Brouwerij Strubbe uit Ichtegem.

## Einde
Rond 1970 werd er viermaal per dag gebrouwen in een ketel van 300 hectoliter. Er werd toen 2.599.360 kg gestort door 200 werknemers. In 1978 nam Piedbœuf de brouwerij over en ging later op in Interbrew en Inbev.
Eerst werd de vestiging te Brugge een depot, ten slotte werden in 1985 alle gebouwen afgebroken en het duurde enkele jaren voor de meeste littekens in het stadscentrum waren verdwenen. In Gent werd de brouwerij omgebouwd tot een garage. Twee van de drie aaneengesloten hoofdgebouwen van de Gentse brouwerij werden in 1999 gesloopt om plaats te maken voor een nieuwe loods voor een verhuisfirma, die inmiddels ook gesloopt is.

## Bieren[2]
- Superieur Cat.I[3]
- Aigle Blond
- Aigle Dubbel Blond Bier Bière
- Aigle Faro
- Aigle Lager
- Aigle Pils
- Aigle Stout
- Aigle Super
- Aigle Superieur Export
- Aigle Triple Faro
- Audenaerde
- BAB 400
- BAB 400 Doppel Dort
- BAB 400 Dort-Typ
- BAB Export Bier
- BAB Lager
- BAB Lager Bier
- BAB Pils
- BAB Super
- Barley Scotch Old Ale
- Baviere
- Bavière
- Belfort Bier
- Blond
- Blond Blonde
- Bock
- Bock Bier van 1 Klas
- Breydel
- Bruges
- Bruin / Foncée
- Bruncap
- Diesters Type
- Dobbel
- Dobbel Blond
- Doppel Dort
- Douscap
- Dubbel Blond
- Eagle Pilsener Beer
- Export
- Faro
- Faro 3
- Kriek Lambic 1ste Klas
- Lager Bier 1 Klas
- Lager Cat. Sup.
- Ménage
- National
- Pils Cat.Sup.
- Reus
- Reus Export
- Reus-Ale
- Reuss Pilsen
- Special
- Stout
- Superieur Cat. 1
- Tafelbier
- Triple-Faro
- Wellington Stout
- WO-CO'73
- Zoet / Douce

## Locaties
- Brugge: 51° 12′ 48″ NB, 3° 13′ 43″ OL
- Gent: 51° 3′ 31″ NB, 3° 41′ 35″ OL